# 表民秀
表民秀（韓語：표민수），韓國電視劇導演。

## 作品

### 電視劇
- 1997年：KBS《Star》
- 1998年：KBS《謊言》
- 2000年：KBS《魔女的誘惑般的愛》
- 2001年：KBS《藍霧》
- 2002年：KBS《孤獨》
- 2004年：KBS《浪漫滿屋》
- 2006年：MBC《你從哪顆星星來》
- 2007年：KBS《仁順真漂亮》
- 2008年：KBS《他們的世界》
- 2009年：KBS《傻瓜》
- 2010年：SBS《咖啡情緣》
- 2011年：MBC《你為我著迷》
- 2013年：KBS《IRIS 2》[1]
- 2015年：tvN《浩九的愛》
- 2015年：KBS《製作人》
- 2018年：JTBC《第3種魅力》
- 2023年：ENA《白晝之月》

### 製作作品
- 2002年：KBS《孤獨》
- 2018年：MBC《過來抱抱我》

## 外部連結
- NAVER搜索 （页面存档备份，存于）